# 豊平郵便局
豊平郵便局（とよひらゆうびんきょく）
- 北海道札幌市豊平区にある郵便局。本記事にて記述する。
- 長野県茅野市にある郵便局。局番号は11098。
- 広島県山県郡北広島町にある郵便局。局番号は51083。

豊平郵便局（とよひらゆうびんきょく）は北海道札幌市豊平区にある郵便局。民営化前の分類では集配普通郵便局であった。

## 概要
住所：〒062-8799 北海道札幌市豊平区美園3条6丁目3-4

## 沿革
- 1897年（明治30年）12月11日 - 月寒（つきさっぷ）郵便受取所として開設[1]。
- 1903年（明治36年）2月21日 - 月寒郵便電信受取所となる。
- 1905年（明治38年）4月1日 - 月寒郵便局となる。
- 1960年（昭和35年）9月21日 - 特定郵便局から普通郵便局に局種別改定[2]。
- 1961年（昭和36年）9月1日 - 国内欧文電報受付および配達業務を札幌中央電報局に移管。
- 1962年（昭和37年）
  - 5月13日 - 和文電報配達業務を札幌東電報局に移管。
  - 12月1日 - 札幌市月寒から同市美園に移転するとともに、豊平郵便局に改称[3]。
- 1988年（昭和63年）11月14日 - 改築のため、豊平区平岸1条4丁目に移転。
- 1990年（平成2年）10月20日 - 札幌市豊平区平岸1条4丁目から同区美園3条6丁目に移転[4]。
- 1998年（平成10年）9月1日 - 外国通貨の両替および旅行小切手の売買に関する業務取扱を開始。
- 2007年（平成19年）10月1日 - 民営化に伴い、併設された郵便事業豊平支店に一部業務を移管。
- 2012年（平成24年）10月1日 - 日本郵便株式会社の発足に伴い、郵便事業豊平支店を豊平郵便局に統合。
- 2017年（平成29年）4月1日 - ゆうゆう窓口の24時間営業を廃止。

## 取扱内容
- 郵便、印紙、ゆうパック、内容証明
- 貯金、為替、振替、振込、国際送金、外貨両替、国債、投資信託
- 生命保険、バイク自賠責保険、自動車保険
- 地方公共団体事務（札幌市バス利用券、札幌市敬老優待乗車証等の交付）
- ゆうちょ銀行ATM
- 札幌市豊平区内の集配業務
- ゆうゆう窓口

## 周辺
- 北海道札幌月寒高等学校
- 豊平公園、北海道立総合体育センター（きたえーる）
- 月寒公園

## アクセス
- 札幌市営地下鉄東豊線 美園駅から徒歩約8分、東西線 白石駅から徒歩約13分
- 北海道中央バス 豊平郵便局停留所下車
- 道央自動車道 北郷ICから南西へ約4km、札幌ICから南西へ約5km
- 札樽自動車道 雁来ICから南へ約6km
- 国道36号沿い
- 駐車場あり：12台